# Hohenzollernhaus
Das Hohenzollernhaus ist eine Schutzhütte der Kategorie I der Sektion Starnberg des Deutschen Alpenvereins in den Ötztaler Alpen. Sie liegt auf 2123 m ü. A. Höhe im Radurschltal, südöstlich von Pfunds unterhalb des Glockturmkamms in den Nauderer Bergen. Sie wird im Sommer bewirtschaftet und bietet dann Platz für über 60 Personen. Im Winter kann ein frei zugänglicher Winterraum von 10 Personen genutzt werden, der auch im Sommer bei Bedarf genutzt werden kann.

## Geschichte
Das Hohenzollernhaus ist benannt nach der 1905 in Berlin gegründeten Sektion Hohenzollern des DuOeAV. Die Sektion Hohenzollern wollte ursprünglich am Kaiserjoch im Kaunertal eine Hütte errichten, die Sektion Frankfurt am Main war ihr jedoch zuvorgekommen, daher entschied man sich für das Radurschltal bei Pfunds. Die Hütte wurde nach kurzer Bauzeit am 3. August 1924 eröffnet und bot Platz für 20 Bergsteiger, 1928 wurde sie zum ersten Mal erweitert. Mit Ausbruch des Zweiten Weltkrieges gingen die Nächtigungszahlen zurück. Nachdem der Deutsche Alpenverein 1945 verboten worden war, fiel das Hohenzollernhaus in die Treuhandverwaltung des Österreichischen Alpenvereins. 1954 fand in Starnberg eine außerordentliche Sitzung des DAV statt, in der über die Zukunft der vom OeAV verwalteten deutschen Hütten verhandelt wurde. Im Jahr 1956 wurden diese an die jeweiligen früheren Eigentümer zurückgegeben.
Die Sektion Starnberg befasste sich Mitte der 1960er Jahre mit einer hochalpinen Hütte. Diese wollte die Sektion Starnberg aber nicht nur betreuen, sondern auch selbst besitzen. Nach langen Verhandlungen konnte die Sektion Starnberg die Hütte 1978 von der Sektion Berlin erwerben. Im Laufe der Zeit wurde das Hohenzollernhaus immer wieder renoviert, so wurde 1984 die Materialseilbahn saniert und des Weiteren das ehemalige Notlager zu einem Raum mit 16 Matratzenlagern umgebaut. 1989 konnte die Sepp-Feldmeier-Hütte, die den Winterraum für 10 Personen sowie im Keller Wirtschafts- und Lagerräume beherbergt, fertiggestellt werden. 2003 wurden eine Abwasserreinigungsanlage und ein eigenes Kleinwasserkraftwerk am Radurschlbach in Betrieb genommen, welches das Hohenzollernhaus vollständig mit selbst produzierten Strom versorgt. 2018 wurde eine durch neue Gesetze notwendig gewordene Kläranlage gebaut. In den Jahren 2022 und 2023 wurden sowohl das Dach der Winterhütte als auch die Fassade des Haupthauses renoviert.
Im Jahr 2016 ging eine durch starke Regenfälle verursachte Mure über dem Radurschlbach ab und zerstörte zwei an der Talstation der Materialseilbahn geparkte Autos. 2019 brach aus der Richtung des Hüttekarferners über dem oberen Radurschltal eine weitere Mure ab, welche den Radurschlbach oberhalb des Hohenzollernhauses zu einem etwa zwei Fußballfelder großen See aufstaute. Um die Gefahr für die Hütte zu minimieren, wurde der Wasserstand des Sees etwas abgelassen. Seither ist der See eine Attraktion für Besucher.
Im Sommer 2024 wurde das 100-jährige Jubiläum gefeiert.

## Übergänge
- Gepatschhaus über Riffljoch, 1928 m, 7 Stunden
- Weißkugelhütte, 2542 m, 8 Stunden
- Nauders über Zäunlaboden, 7 Stunden

## Anfahrt und Zustiege
Anfahrt mit dem Auto:
- Von Landeck aus über die Reschenstraße bis Pfunds und von dort auf einer 10 km langen Forststraße bis zum Parkplatz Wildmoos auf 1600 m Höhe, von dort aus zu Fuß weiter über die Radurschlalm in einer Gehzeit von 1½ bis 2 Stunden.

Mit öffentlichen Verkehrsmitteln:
- Mit der Eisenbahn bis zum Bahnhof Landeck und von dort mit dem Bus bis Pfunds, von dort in einer Gehzeit von etwa 4 Stunden

Zustiege von Pfunds
- über die Forststraße ab Kajetansbrücke über Wildmoos und Radurschlalm, Gehzeit etwa 4 Stunden
- über den Klammweg von Pfunds Dorf, Gehzeit etwa 4 Stunden

## Gipfeltouren und Rundwege

### Gipfeltouren
Für die folgenden Touren ist Trittsicherheit erforderlich.
- Glockturm (3355 m) als Hochtour in 4½ Stunden[4]
- Nauderer Hennesiglspitze / Matscher Winkelspitze (3042 m) in 3½ Stunden
- Bruchkopf (3013 m) in 3 Stunden
- Wildnörderer (3011 m) in 3½ Stunden
- Absatzkopf (2640 m) in 2½ Stunden
- Rotschragenspitze (3113 m) in 3½ bis 4 Stunden
- Westlicher und Östlicher Hennesiglkopf (3116 m) in 4 Stunden
- Hennesiglspitze (3141 m) in 4 Stunden
- Westlicher, Mittlerer und Nördlicher Seekarkopf in 3½ Stunden (3060 m)
- Rifflkarspitze (3219 m) in 3½ Stunden
- Kaiserspitze (3089 m)
- Platzerspitze (3098 m)

Wegen der Steinschlaggefahr wird die Benutzung eines Schutzhelms bei manchen dieser Touren empfohlen.

### Rundwege
Der Rundweg Seekar Runde (von 2005 bis 2020 Starnberger Reib'n genannt), führt vom Hohenzollernhaus über das Radurschltal auf das Seekarjoch (2897 m), von dort hinab ins Nauderer Tscheytal zum Zäunlaboden und von dort rund um den Wildnörderer über den Berglboden zum Hohenzollernhaus zurück in einer Gehzeit von 7 bis 8 Stunden.

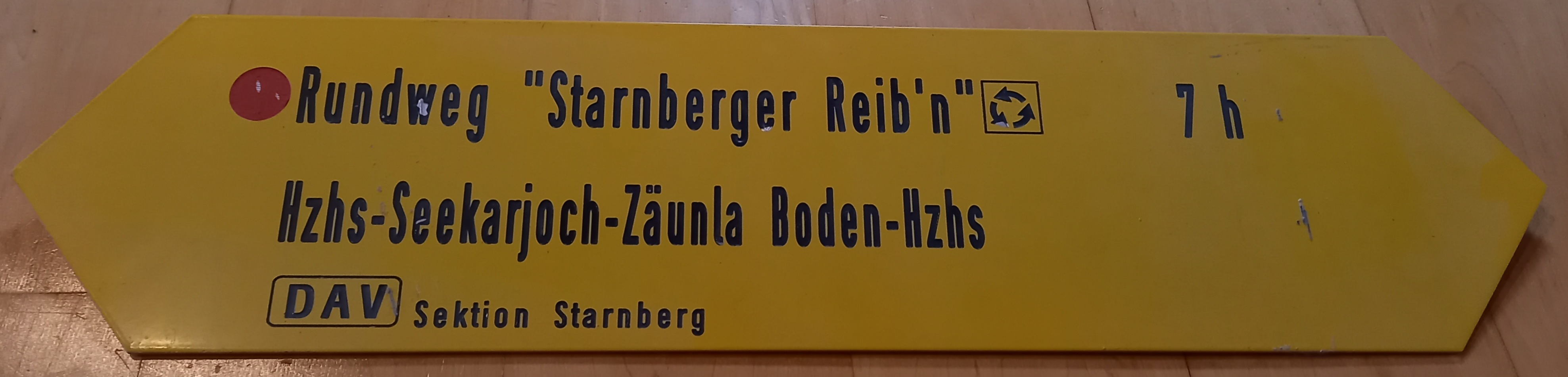
Alter Wegweiser des vormals Starnberger Reib'n genannten Rundwegs Seekar Runde

### Sonstige Ziele
- Glockturmjoch mit Jochbuch (3005 m)

## Karten
- Alpenvereinskarte  Blatt 30/4 Ötztaler Alpen - Nauderer Berge (1:25.000)

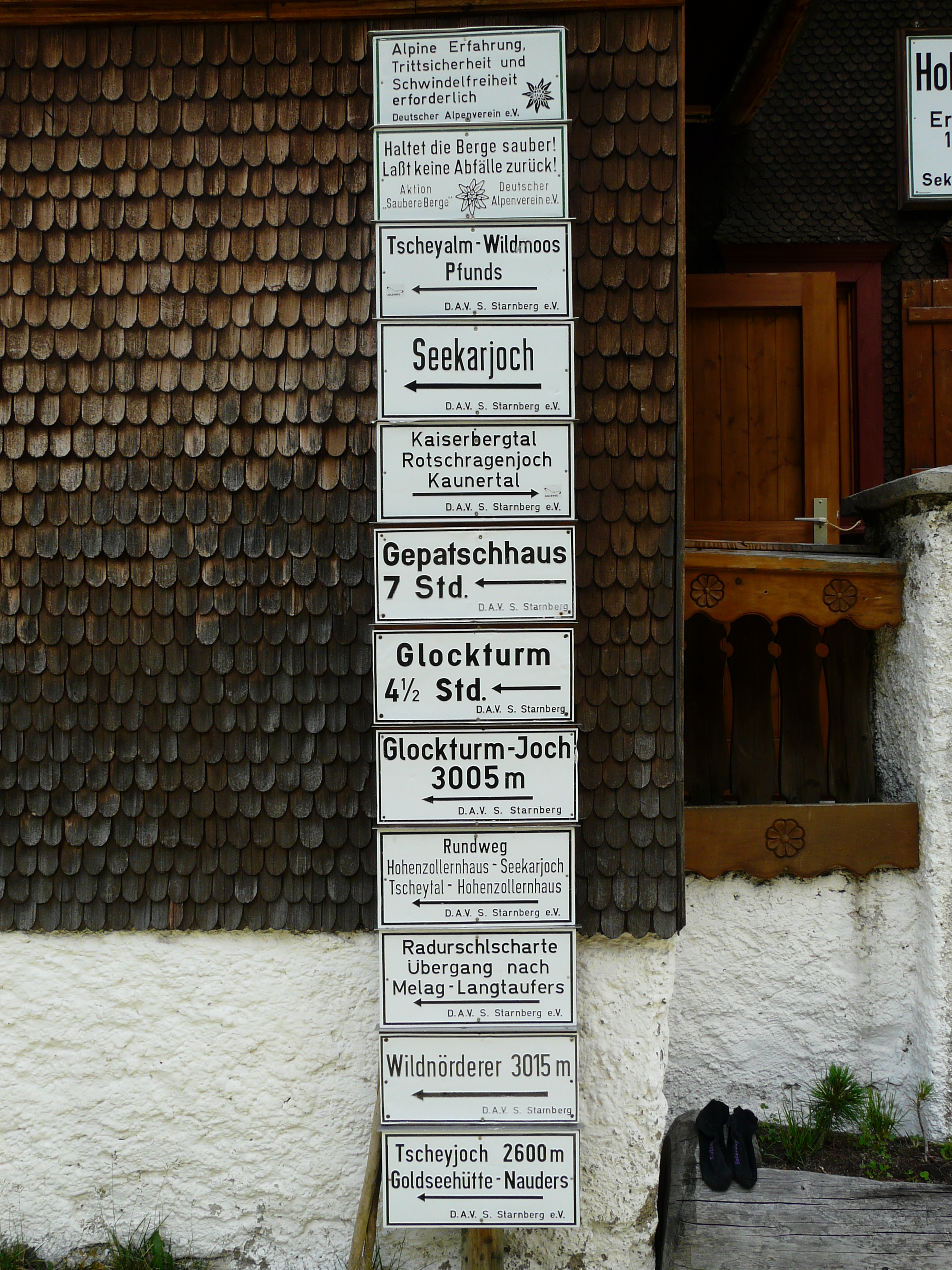
Wegweiser an der Hütte
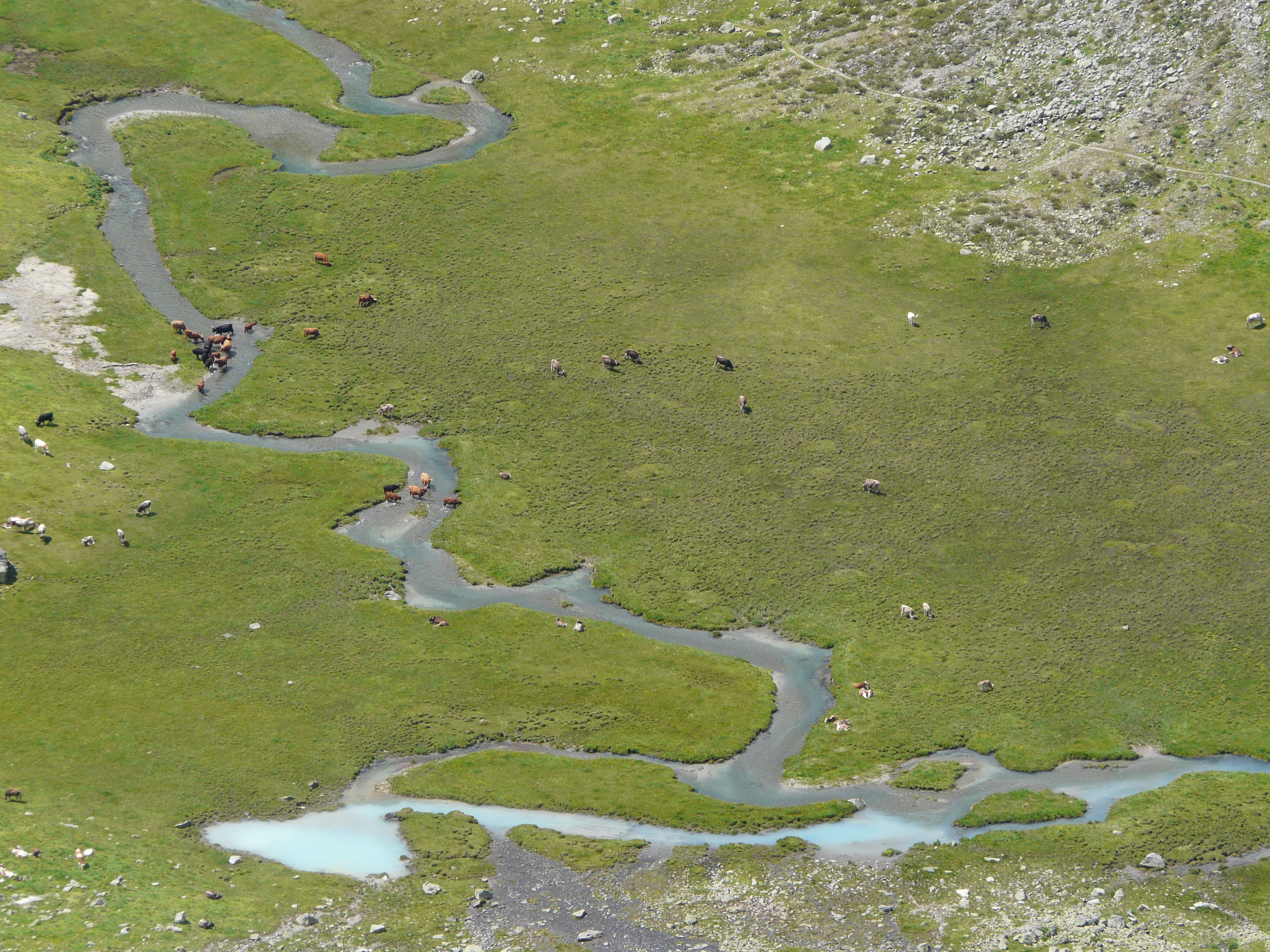
Radurschlbach-Mäander oberhalb der Hütte, mittlerweile durch einen 2019 entstandenen See überflutet
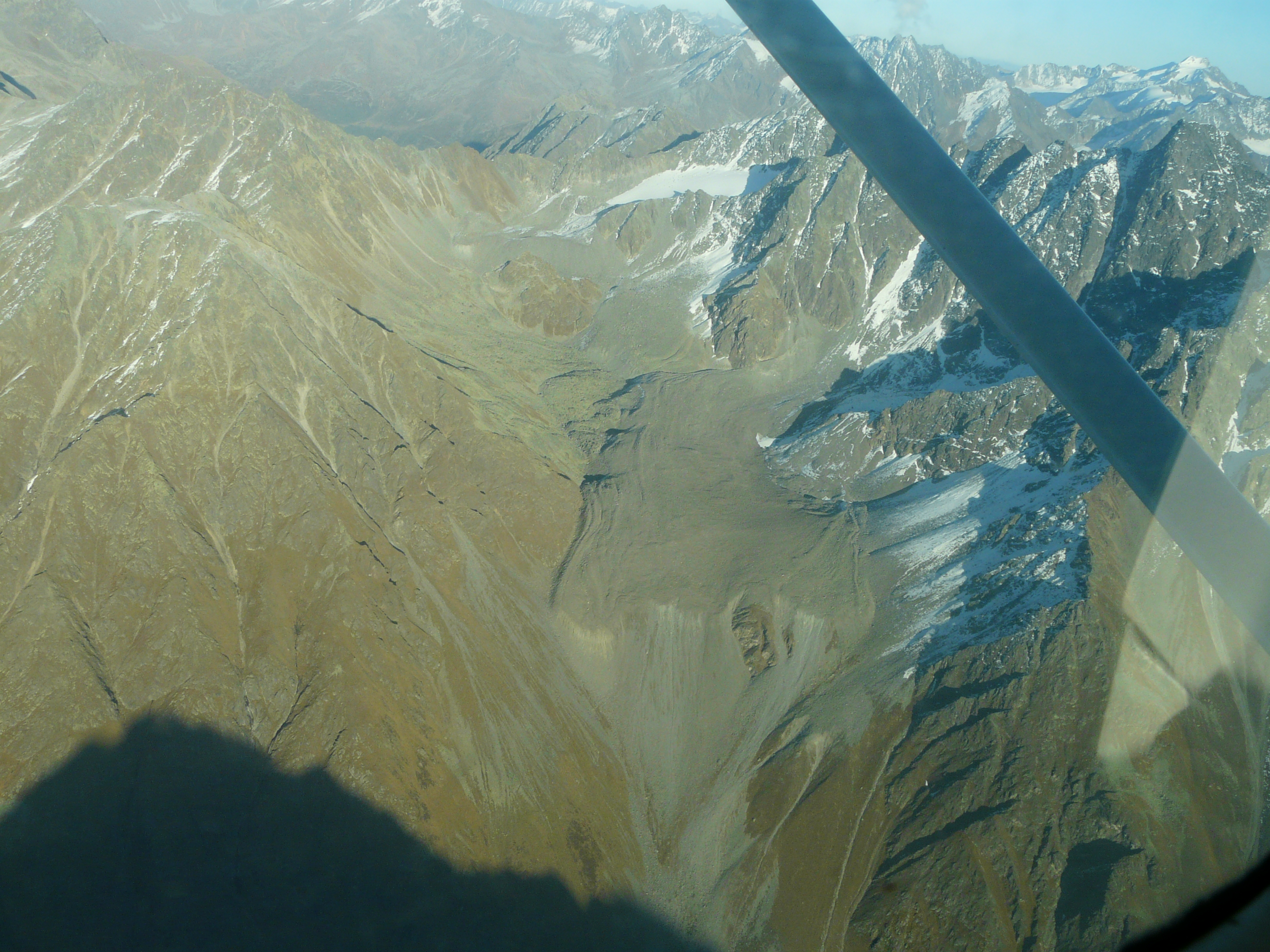
Hüttekar mit Glockturm